# Angèle Dubeau
Angèle Dubeau (* 24. März 1962 in Saint-Norbert/Québec) ist eine kanadische Geigerin.

## Leben
Dubeau hatte den ersten Violinunterricht vierjährig in Joliette (Québec) bei Rolland Brunelle. Sie setzte sie bei Jean Cousineau in Montreal fort und besuchte von 1971 bis 1977 die Violinklasse von Raymond Dessaints am Konservatorium von Montreal. Sie studierte dann bei Dorothy Delay an der Juilliard School und von 1981 bis 1984 bei Stefan Gheorghiu in Bukarest und nahm privaten Unterricht bei Henryk Szeryng. Bereits während ihres Studiums erhielt sie zahlreiche Preise. Fünfzehnjährig war sie die jüngste Instrumentalistin, die am Konservatorium von Montreal je einen Ersten Preis gewonnen hatte. 1976 gewann sie den Wettbewerb des Orchestre symphonique de Montréal, 1976 den Talentwettbewerb der CBC und 1982 den Sylvia-Gelber-Preis des Canada Council. In der Schweiz wurde sie 1983 Gewinnerin des Tibor-Varga-Wettbewerbs, in Chile Gewinnerin des Prize of the Americas bei der Viña del Mar International Competition.
Von 1977 bis 1981 unternahm Dubeau Konzertreisen für die Jeunesses musicales of Canada, und 1982 repräsentierte sie die Organisation beim Treffen der International Society for Music Education in Bristol. Es folgten internationale Tourneen mit Auftritten mit namhaften Orchestern Belgiens, der Sowjetunion, Chinas, Japans, Kanadas, der Vereinigten Staaten und Südamerikas. Bei der Expo 86 spielte sie François Dompierres Violinkonzert mit dem Vancouver Symphony Orchestra.
1987 begleitete Dubeau Jeanne Sauvé, die Generalgouverneurin von Kanada, bei ihrem offiziellen Besuch in China und Thailand und gab mit dem Pianisten Andrew Tunis Rezitals u. a. in Peking, Shanghai und Bangkok. Im gleichen Jahr tourte sie mit dem McGill Chamber Orchestra durch den Fernen Osten, und die Communauté des radios publiques de langue française zeichnete sie als Solistin des Jahres aus. Ein Album mit dem Sinfonieorchester Kiew erhielt 1990 den Félix Award als beste klassische Aufnahme des Jahres.
Von 1994 bis 1997 war Dubeau aus Koautorin und Moderatorin an der Fernsehshow Faites vos gammes der CBC beteiligt, bei der junge klassische Musiker aus Québec die Möglichkeit zu Auftritten erhielten. 1995 übernahm sie die künstlerische Leitung des Festivals Music in the Mountains in Tremblant. 1997 gründete sie La Pietà, ein Frauenorchester mit elf Streicherinnen und einer Pianistin, mit dem sie Konzerte in Nordamerika, China und Japan gab. Ab 2001 hatte sie mit Angèle Dubeau: La fête de la musique ihre eigene Fernsehshow bei der CBC.
Die Diskographie Dubeaus umfasst mehr als zwanzig Alben. 1996 wurde sie Member des Order of Canada und erhielt den Prix  Calixa-Lavallée der Société Saint-Jean-Baptiste für ihre Verdienste um die Förderung des klassischen Musik. 2004 wurde sie Chevalière des Ordre national du Québec. Ihr Album Philip Glass: Portrait mit La Pietà war 2010 für einen Juno Award als klassisches Album nominiert.